# WWS 1

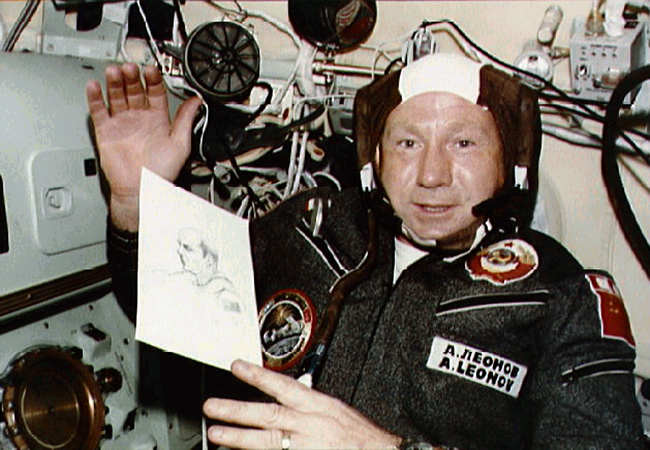
Jednym z kosmonautów szkolonych w ramach projektu WWS 1 był Aleksiej Leonow

WWS-1 – pierwszy oddział kosmonautów ZSRR. Został sformowany w okresie od lutego do kwietnia 1960 roku. Jego oficjalna nazwa brzmiała 1960 Группа ВВС № 1 – 1960 grupa WWS nr 1. Skrót WWS oznaczał Военно-Bоздушные Cилы – wojskowe siły powietrzne.
Postanowienie o naborze i przygotowaniu kosmonautów do pierwszego lotu kosmicznego na pokładzie statku kosmicznego Wostok przyjęto uchwałą KC KPZR oraz Rady Ministrów ZSRR nr 22-10 z dnia 5 stycznia 1959 roku oraz uchwałą Rady Ministrów ZSRR nr 569-264 z dnia 22 maja 1959 roku.
Wybór i przygotowanie przyszłych kosmonautów został powierzony siłom powietrznym ZSRR. Bezpośrednio zajęła się tym grupa specjalistów Centralnego Naukowo-Badawczego Wojskowego Szpitala Lotniczego (CWNIAG - ЦВНИАГ). Wyborem przyszłych kosmonautów zajmowali się: Jewgienij Karpow, Władimir Jazdowski, N. Gurowskij, Oleg Gazienko, A. Gienin i inni. Do grupy kosmonautów wybierano wojskowych pilotów – oblatywaczy w wieku do 35 lat, wzroście do 175 cm i wadze do 75 kg.
11 stycznia 1960 roku, rozkazem dowódcy sił powietrznych ZSRR Konstantina Wierszynina zorganizowano specjalną jednostkę wojskową nr 26266, której zadaniem stało się przygotowanie kosmonautów. W efekcie końcowym jednostkę przekształcono w Centrum Przygotowań Kosmonautów sił powietrznych ZSRR. Planowano nabór 20 kosmonautów. 24 lutego 1960 roku, naczelnikiem Centrum Przygotowań Kosmonautów (ЦПК) został lekarz – pułkownik Jewgienij Anatoljewicz Karpow. 
Od początku marca 1960 roku wybierano grupę przyszłych kosmonautów.
7 marca 1960 roku do pierwszego oddziału astronautów zaliczono 12 osób. Byli to: Iwan Anikiejew, Walerij Bykowski, Boris Wołynow, Jurij Gagarin, Wiktor Gorbatko, Władimir Komarow, Aleksiej Leonow, Grigorij Nielubow, Andrijan Nikołajew, Pawło Popowicz, Herman Titow i Gieorgij Szonin. Później do oddziału dołączono jeszcze 8 pilotów: Jewgienija Chrunowa, Dimitrija Zajkina, Walentina Fiłatjewa, Pawła Bielajewa, Walentina Bondarienkę, Walentina Warłamowa, Marsa Rafikowa i Anatolija Kartaszowa.
W pierwszym oddziale astronautów było 9 pilotów wojskowych sił powietrznych (WWS - ВВС), 6 pilotów wojsk obrony przeciwrakietowej (PRO - ПВО) i 5 pilotów lotnictwa morskiego (WMF - ВМФ).
Latem 1960 roku wybrano grupę składającą się z sześciu kosmonautów: Jurija Gagarina, Hermana Titowa, Andrijana Nikołajewa, Pawła Popowicza, Grigorija Nielubowa i Walerija Bykowskiego. Grupa ta kontynuowała bezpośrednie przygotowania do pierwszego lotu człowieka w kosmos. Cała szóstka w dniach 17 i 18 stycznia 1961 roku pomyślnie zdała egzamin dopuszczające do pierwszego lotu w kosmos. 12 kwietnia 1961 roku pierwszy załogowy lot kosmiczny wykonał Jurij Gagarin. Jego dublerem był Herman Titow. Kosmonautą rezerwowym został natomiast Grigorij Nielubow.

## Alfabetyczna lista kosmonautów pierwszego oddziału (WWS-1)
1. Iwan Anikiejew (ur. 1933, zm. 1992), pilot lotnictwa morskiego, wykluczony z oddziału 17 kwietnia 1963 roku za naruszenie dyscypliny.
2. Paweł Bielajew (ur. 1925, zm. 1970), pilot lotnictwa morskiego; w 1965 roku odbył jeden lot kosmiczny na pokładzie statku kosmicznego Woschod 2.
3. Walentyn Bondarenko (ur. 1937, zm. 1961), pilot lotnictwa wojskowego, zginął podczas treningu w komorze barycznej.
4. Walerij Bykowski (ur. 1934, zm. 2019), pilot lotnictwa wojskowego, uczestnik trzech lotów kosmicznych; w 1963 roku na statku Wostok 5, w 1976 roku na statku Sojuz 22 i 1978 roku na statku Sojuz 31. Opuścił oddział kosmonautów 26 stycznia 1982 roku.
5. Jewgienij Chrunow (ur. 1933, zm. 2000), pilot lotnictwa wojskowego; jeden lot w kosmos: w 1969 roku na statku Sojuz 5. Opuścił oddział kosmonautów 25 grudnia 1980 roku.
6. Walentin Fiłatjew (ur. 1930, zm. 1990), pilot wojsk obrony przeciwrakietowej, opuścił oddział 17 kwietnia 1963 roku za naruszenie dyscypliny.
7. Jurij Gagarin (ur. 1934, zm. 1968), pilot lotnictwa wojskowego, jeden lot kosmiczny w 1961 roku na pokładzie Wostoka 1 – pierwszy załogowy lot w historii astronautyki.
8. Wiktor Gorbatko (ur. 1934, zm. 2017); pilot lotnictwa wojskowego, trzy loty kosmiczne: w 1969 roku na pokładzie Sojuza 7, w 1977 roku na pokładzie Sojuza 24 i w 1980 na pokładzie Sojuza 37. Opuścił oddział 28 sierpnia 1982 roku.
9. Anatolij Kartaszow (ur. 1932, zm. 2005), pilot lotnictwa wojskowego; Wykluczony z oddziału 7 kwietnia 1961 roku z uwagi na orzeczenie lekarzy.
10. Władimir Komarow (ur. 1927, zm. 1967), pilot lotnictwa wojskowego, odbył dwa loty kosmiczne: w 1964 roku na statku Woschod 1 i w 1967 na statku Sojuz 1.
11. Aleksiej Leonow (ur. 1934, zm. 2019), pilot lotnictwa wojskowego, odbył dwa loty kosmiczne: w 1965 roku na statku Woschod 2 i w 1975 roku na statku Sojuz 19 (program ASTP). Opuścił oddział 26 stycznia 1982 roku.
12. Grigorij Nielubow (ur. 1934, zm. 1966), pilot lotnictwa morskiego, wykluczony z oddziału 4 maja 1963 roku za naruszenie dyscypliny.
13. Andrijan Nikołajew (ur. 1929, zm. 2004), pilot wojsk obrony przeciwrakietowej, uczestnik dwóch lotów kosmicznych: w 1962 roku na statku Wostok 3 i w 1970 roku na statku Sojuz 9. Opuścił oddział astronautów 26 stycznia 1982 roku.
14. Paweł Popowicz (ur. 1930, zm. 2009), pilot lotnictwa wojskowego, uczestnik dwóch lotów kosmicznych: w 1962 roku na statku Wostok 4 i w 1974 roku na statku Sojuz 14. Opuścił oddział w dniu 26 stycznia 1982 roku.
15. Mars Rafikow (ur. 1933, zm. 2000), pilot wojsk obrony przeciwrakietowej, wykluczony z oddziału 24 marca 1962 roku za naruszenie dyscypliny.
16. Gieorgij Szonin (ur. 1935, zm. 1997), pilot lotnictwa morskiego, uczestnik jednego lotu kosmicznego - w 1969 roku na pokładzie statku Sojuz 6. Oddział opuścił 28 kwietnia 1979 roku.
17. Herman Titow (ur. 1935, zm. 2000), pilot wojsk obrony przeciwrakietowej, uczestniczył w jednym locie kosmicznym – w 1961 roku na statku Wostok 2. Opuścił oddział 17 czerwca 1970 roku.
18. Walentin Warłamow (ur. 1934, zm. 1980), pilot wojsk obrony przeciwrakietowej, wykluczony z oddziały 6 marca 1961 roku z przyczyn medycznych (uraz kręgosłupa).
19. Borys Wołynow (ur. 1934), pilot wojsk obrony przeciwrakietowej, uczestnik dwóch lotów kosmicznych: w 1969 roku na statku Sojuz 5 i 1976 roku na statku Sojuz 21. Opuścił oddział 17 marca 1990 roku.
20. Dimitrij Zaikin (ur. 1932, zm. 2013), pilot lotnictwa wojskowego, wykluczony z oddziału 25 października 1969 roku z przyczyn zdrowotnych.